# Phymatostetha lineata
Phymatostetha lineata är en insektsart som beskrevs av Victor Lallemand 1939. Phymatostetha lineata ingår i släktet Phymatostetha och familjen spottstritar. Inga underarter finns listade i Catalogue of Life.